# 유상규
유상규(劉相奎, 1897년 11월 10일 ~ 1936년 7월 18일)는 일제강점기의 독립운동가이자 외과의사로서 대중 의료보건에 힘썼다. 호는 태허(太虛)이며 본관은 강릉이다.

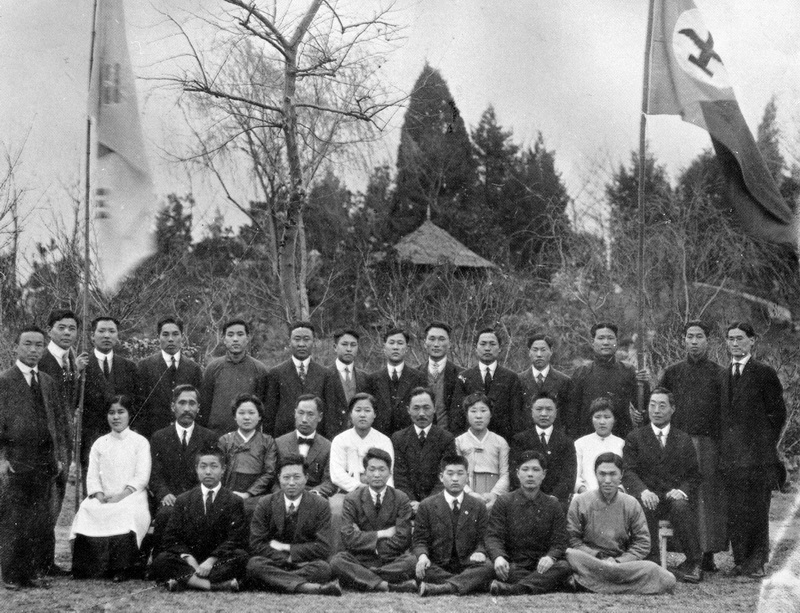
흥사단원동지부창립1920, 후열 좌7 유상규, 가운데열 중앙 안창호

## 생애
유상규는 1897년 11월 10일 평안북도 강계군 강계읍 서부동에서 태어났다. 아호는 태허이다. 경신중학교에 입학하여 1916년 3월 제11회로 졸업하고 그해 4월에 새로 설립된 경성의학전문학교(서울대학교 의과대학의 전신)에 제1회로 입학하였다. 1919년 3·1운동에 경성의학전문학교 학생들을 모으고 동원하는 등 3.1 독립운동의 주된 역할을 하였으며 ( 압록강은 흐른다, 이미륵 참조) 경성의학전문학교 (서울) 졸업을 1년 앞둔 3학년을 다 끝마친 때였으나 학업을 포기하고 상해로 망명하였으며 학교는 퇴교를 당하였다. 상해에 대한민국 임시정부가 설립되자 상하이로 건너간 유상규는 임시정부 교통국에 근무하였다. 그 뒤 대한민국임시정부에서 조직한 임정 조사원 강계지역 책임자가 되어 독립운동 자료조사 및 수집 등 활동을 하였다. 1919년 5월에는 상해에서 임정의 내무총장을 지낸 요인 안창호의 비서관이 되었으며 그 시기에 흥사단에 입단하여 흥사단 원동지부에 속하였다.
한민족은 인재가 필요한 민족이니 고국에 돌아가 학업을 마치라는 안창호의 권고로 1923년 6월 상해를 떠나면서 일본 오사카로가서 노동을 몸소 체험하였다. 6개월간 토목현장 막노동자로서 그리고 비누만드는 공장 노동자로서 조선인들 공동 숙박소에 머므르면서 육체노동을 하였다. 1924년에 귀국하려 할 때 경찰에 검거되어 수감되었다가 동년 4월에 일본서 추방 강제 귀국하게 된다. 관동대지진을 오사카에서 겪으며 일본 노동환경에 대한 체험을 한 것이다.(수기 "방랑의 일편", 동광 창간1호,1926년 5월호)
귀국 후 1925년 다시 경성의학전문학교 3학년으로 복학하였다. 학업을 계속하면서도 동우회 할동을 통하여 독립운동을 계속하였다. 상해 망명으로 말미암아 1927년 경성의학전문학교를 입학 동기들 보다 7년을 늦게 졸업하였다. 그의 학교 동문으로는 백병원 설립자인 백인제, 의사 유석창 등이 있다. 유상규는 졸업 후 경성의학전문학교 부속병원 외과의사로서 경성의전의 강사로 근무하면서 후배 양성과 환자치료에 전념하였으며, 박사학위를 준비하며 동아일보사 등 여러 출판물에 대중의 보건위생 계몽과 강연회에 꾸준히 연사로 활동 하면서도 1930년 조선의사협회 그리고 조선위생협회 창설도 주도했고 또 임원으로서 활동하는 등 잠시도 일에서 벗어나질 않았다.
경성의학전문학교 수학중인 1926년 1월 수양동맹회와 동우구락부의 통합에 힘써 동우회를 조직하면서 동우회 초대 심사부 임원이 되었고 의사면허 취득 후에도 1929년 동우회 심사부 임원으로 재임명 활약을 지속하였다. 1930년 11월 동우회 기관지동광사 임원으로서 동광지 속간을 이루고 1931년 8월 동우회 하계수양대회를 추진하여 대동강변에서 개최하고 수양동우회 강령선전과 발전을 위해 청년개척군 조직을 협의하는 등의 활동을 하였다. 그는 치료비를 받지 않는 왕진에도 열심이었고, 휴가에도 친구의 병간호를 하기도 했다.
유상규는 의전에서 교육과 치료 및 국민 보건위생계몽에 몸바치면서도 흥사단 운동 확장에 앞장 서 일하였다. 그러다 환자를 치료하던 중 단독(丹毒)에 감염되어 1936년 7월 18일 경성의학전문학교의 외과 강사로 근무 중 순직했다.
그의 장례는 마침 대전에서 출옥하고 국내에 체류하던 안창호가 주관하여 경성의학전문학교 교정에서 치러졌다(1936.7.20.). 장의 행열은 경성의전부속병원(현 삼청동)으로부터 식장(현 이화동)까지 이어졌고 당시 기록에는 유상규의 장례식은 불법집회로 의심받을 만큼 많은 친지와 동지가 모였고, 그의 은사 오사와 마사루 교수도 슬픔에 떨리는 음성으로 조사를 낭독했다고 한다.
유상규는 장례 후 망우리가족묘지(당시 묘지이름, 현재 이름은 망우리공원 묘지)에 묻혔으며 오늘에 이른다. 그는 뒤늦게 1990년 8월 15일 건국훈장 애족장에 서훈되었다.

## 연보
- 1897.11.10. 	평안북도 강계군 강계읍 서부동 418, 출생
- 1908		사숙(私塾)에서 한문수학
- 1912		사립명신소학교 졸업, 강계
- 1913		경성사립경신학교 입학
- 1916.3.		경신학교 졸업, 제11회, 서울
- 1916.4.20.	경성의학전문학교, 제1회 입학
- 1919.3.1.	기미운동 참여, 경성의전 3학년 퇴학처분

		상해 망명
- 1919.5.	대한민국임시정부 내무총장 겸 국무총리서리 안창호 비서
- 1919.11.	임시정부 교통국 조사원 (겸)
- 1919		상해 인성학고 교사(겸), 1922까지
- 1920.2.22.	흥사단 입단문답, 원동지부,
- 1920.3.	유기준 흥사단 입단 추천
- 1920.9.9.	흥사단 입단, 단원번호 116번
- 1920.12.29.	흥사단 제7회 원동대회 준비위원 겸 설비위원
- 1920.말경	김경하를 금능신학교 백영엽에게 입학 주선
- 1922.4.15.	흥사단 제81회 상해지방강연회, 강사, 연제:사회주의
- 1922.여름	김경하 흥사단 추천
- 1922.7.20.	한벽례학교 상과 1학년 재학

		햄불리스쿨 수학
- 1923		흥사단원동위원부 16반장, 모이명 301
- 1923.6.23.	상해 출발, 6.24.일본 나가사키 도착
- 1923.6.25.	일본 오사카에서 노동일에 종사
- 1924.1.15.	일본 경찰범으로 구류
- 1924.2.6.	석방 후 강제귀국
- 1925.4.13.	경성의학전문학교 복학
- 1925.11.18.	이광수 집에서 강경목 맞나 인쇄일로 2000원 지원 약속 받음
- 1925.11.21.	이광수 소개로 강경묵, 김경하와 같이 동아일보 사주 김성수 예방
- 1925.12.	이윤재 수양동우회 가입 추천
- 1926.1.	이광수 집에서 수양동맹회와 동우구락부 통합 논의
- 1926.1.6.	동우회 심사부 임원 피선
- 1926.4.4.	동우회 기관지 「동광」 발행 이사회 결정
- 1926.4.12.	동우회 개정 약법 제2조 수정 합의
- 1927.3.23.	경성의학전문학교 졸업
- 1927.3.	조선총독부의원외과부수로 임명
- 1927.5.5.	강계에서 이애신과 결혼
- 1927.6.1.	의사면허 (증 808호), 조선총독부
- 1928.4.	경성의학전문학교부속병원 외과교실 조수로 임명
- 1929.3.	동우회 심사부 이사, 경성지회 이사
- 1930.2.21.	조선의사협회 창립총회 발기인

		서무부 간사 피선
- 1930.4.12.	이광수 집에서 주요한 등과 동우회 약법 제2조 수정(대공주의 삽입 결정)
- 1930		경성제대의대 약리학교실 박사과정 시작
- 1930.11.6.	동광사(東光社), 동우회 출판사, 이사
- 1931.1.1.	“동광”지 속간
- 1931.2.22.	제1회 동우회 하계수양대회 개최 결정,

		동우회 진흥책의 일환으로 청년개혁국 조직 협의
- 1931.8.17.	제1회 동우회하계수양대회 개최, 대동강

		1934년까지 동우회 이사 연장
- 1932.1.29.	동우회 사업설계위원, 평양지회 수석위원
- 1932.3.	경성의학전문학교 외과 강사
- 1932.		경성제국대학의학부 오사와(大澤)약리학교실에서 연구
- 1933.9.14. 	조선우생협회 창립대회발기인
- 1934		의학 논문 2편
- 1935		의학 논문 1편
- 1936		의학 논문 1편

		박사학위논문
		“약리학적 입장에서 관찰한 Rentogen선 작용에 관한 일고찰에 관하야”
```
(Contributions to the Pharmacological Studies on X-ray)
(조선의보, 제6권 제3호, 1936.9. 조선의사협회)
```

- 1936.2.4.	이용설 집에서 안창호 주관하에 동우회 회세 부활 및 회의 개최 결정

		직업학교 및 동우회 회관 건립 결정
- 1936.7.18.	병사, 향년 39세
- 1936.7.20.	장례, 경성의학전문학교 장,

		도산 안창호 주간으로 장례 후 서울 망우공원묘지 안장
- 1938.3.10.	도산 안창호 영민

도산 유언에 의해 망우리 공동묘지 유상규묘 위에 뭍이다
활동
- 1. 수양동맹회, 수양동우회 임원
- 2. 동광사(東光社) 임원
- 3. 조선의사협회 간사, 창립 발기인.
- 4. 조선우생협회 창립발기인
- 5. 유린회(有隣會) 경성지회 창립

의학 업적
- 1. 충양돌기염 수술후의 혈전성정맥염에 관하야
- 2. 자외선조사혈액 재주사의 혈액신생촉진작용의 연구, 제1보
- 3. S자장 원발성(原發性)암에 대하여
- 4. 사독(蛇毒)면역에관한 연구(미발표)(오사와교실에서 연구)
- 5. X선의 약리학적작용의 연구(미발표)(오사와교실에서 연구)

서훈
- 1990.8.15.	건국훈장 애족장, 제94호
- 1993.6.1.	국가유공자, 제11-447호

## 사후
1990년 대한민국 건국훈장 애족장이 추서되었다.

## 평가
"도산의 우정을 그대로 배운 사람이 있었으니 그것은 유상규였다. 유상규는 상해에서 도산을 위해 도산의 아들 모양으로 헌신적으로 힘을 썼다. 그는 귀국해 경성의학전문학교 강사로 외과에 있는 동안 사퇴 후의 모든 시간을 남을 돕기에 바쳤다."(이광수가 쓴 묘비명)
“고 유상규 의사는 도산을 스승으로만이 아니라 분명히 어버이로 모셨다. 도산 앞에서의 행동거지는 물론이지만 도산의 신상 모든 일에 대해서 갖는 유군의 그 세심한 정성은 훌륭한 ‘효자’ 바로 그것이었다. 도산은 동지 유군이 당신을 향해서 갖는 그 정성어린 섬김에 대해서 가슴 깊이 고맙게 느끼고 있는 것은 물론이다. 어느 기회에 나는 도산을 모시고 대동강 하류 만경대에까지 나아갔던 일이 있다. 도산은 거기서 그렇게 멀지 않게 바라보이는 조그마한 과수 밭 하나를 손으로 가리켰다. 그리고 이것은 유상규 군이 당신을 향해 갖고 있는 그 고마운 마음을 두 집 자녀에게까지 전해주고 싶어서 마련한 것이라고 했다. 그래서 이 과수 밭은 유군의 맏아들(옹섭)과 도산의 둘째아들(안필선)의 이름으로 보관하기로 되어 있었던 것이다.”(장이욱의 '도산의 인격과 생애'에서)

도산 안창호는 자신의 사후 유상규의 묘소 옆에 묻어달라는 유언을 남겼으며 바로 유상규 묘 위에(1938) 묻히셨다. 그 후 도산 묘는 강남도산공원으로 홀로 이장(1973)되었으며 현재는 남은 공토에 잡목이 우거지고 일부만 잔디를 심어 유상규 가족이 돌보며 묘지석만 남아있다. .

## 가족
- 부인 : 이애신(李愛信), (1902.11.26. ~ 1990.1.21.), 이화학당사범과 졸, 1925,본관 용문(龍門)이씨.
- 아들 : 유공섭, 병으로 요절
- 아들 : 유옹섭, (1933년 ~ )
- 아들 : 유종섭, (1935년 ~ 1996년 5월 20일)

## 같이 보기
- 안창호
- 이광수
- 흥사단
- 수양동우회
- 민족개조론
- 민족개량주의

## 참고서적
1. 태허 유상규 도산 안창호의 길을 간 외과의사, 유옹섭,유송민,유영삼, 더 북스, 2011.8.5
2. 애국지사 태허 유상규 <유고와 전기>, 유상규, 유옹섭, 흥사단출판부, 2007.12.28.(전국 및 각 대학도서관 비치, 미국 및 일본 국회도서관 및 주요대학 비치, 1.은 서점도 판매중).
3. 도산 안창호, 이광수, 흥사단출판부, 1947.5.13.초판
4. 안도산전, 주요한, 삼중당, 1975.2.1.
5. 도산의 인격과 생애, 장리욱, 흥사단2006.3.30.
6. 압록강은 흐른다, 미미륵, 범우사, 1973.10.3.
7. 흥사단운동70년사, 흥사단,1986.1.30.

## 발표 글 들 외
동광(東光),동광사,

          필명 태허(太虛)

             1926. 5.   창간 제1호,  방랑의 일편(放浪의 一片) (제1회)

             1926. 6.           제2호,  방랑의 일편(제2회)

             1926. 8.           제4호,  방랑의 일편(제3회)

             1926. 9.           제5호,  방랑의 일편(제4회)

             1926.10.           제6호,  방랑의 일편(제5회)

             1926.11.           제7호,  방랑의 일편(제6회)

             1926.12.           제8호,  방랑의 일편(제7회) 완결편

               1931. 5.           제21호, 처녀시대의 위생(處女時代의 衛生)

             1931. 6.           제22호,  상 동

               1931. 7.           제23호, 피로그린 수기, 젊은 의사와 삼투사(三鬪士)

             1931.11.           제27호, 병마의 낙원 조선(病魔의 樂園朝鮮)

             1931.12            제29호, 의사평판기(醫師評判記) 기一(其一)

             1932. 1.           제30호, 의사평판기(醫師評判記) 기二(其二)

          필명 유상규

                1931. 9.       제25호, 외상구급법(外傷救急法)

              1931.11.       제27호, 가정비극 엄정비판, 사생활에 시비가 웬 말

                1932. 3.       제31호, 청춘의 신비(靑春의 神秘)

              1932. 8.       제36호, (위생학)병원을 바로 이용하는 법, 지상하기대학

신동아(新東亞), 동아일보사

             1932. 3. 제2권 3호     격(檄),2천여 의사 제위에게

             1932. 5. 제2권 5호     수술대(1) 임상실화, 가난한 죽엄

             1932. 6. 제2권 6호     수술대(2) 임상실화, 의사의 잔인

             1932. 7. 제2권 7호     수술대(3) 임상실화, 아름다운 뜻

             1932. 9. 제2권 9호     수술대(4) 최서해의 죽음, 인술의 경계표

             1933. 1. 제3권 1호     신년세배법의 신제안, 양력설에 서로절하기, 대담

             1933. 3. 제3권 3호     조선인의 체격과 보건체조의 보편화책

             1933. 5.              기적에 기적을 가한 가경할 의술의 발달

             1934. 6.              미신 타파책 구체안, 대담

             1934. 6.              세 친구의 일, 단문

             1935. 4. 제5권 4호     세부란스병원 문제를 중심으로

             1935. 4.              우생학상으로 본 조선민족

신여성(新女性)

            1933. 3. 제7권8호      조선여성과 산아제한

              1933. 9.             숫자로 나타난 조선의 혼인조사

              1933.10.             노의학사(魯醫學士)의 자살과 그 비판

신가정(新家庭), 신동아사

             1934.10.              값싼 동족애(同族愛)

           1935. 4. 제5권          도시생활의 전원미를 가하는 방법- 

                                           생활의 위생화로부터

개벽(開闢)

            1934.12. 속간 1권 2호  병원 야화(病院夜話)

            1935. 3. 신간 제4호      신문에 대한 각계인사의 불평 희망, 의사의 입장 에서

조광(朝光), 조선일보사

             1936. 4.          불치의 환자를 속히 약이나 수술로 죽이는 것이  가한가? 불가한가?

                                - 단언하긴 어렵지만 내 경험을 말하겠소

조선중앙일보

             1936.5.16.~6.3. 상식강좌 제1장, 가정위생학(1~10회) 연재

                                            정결한 생활과 주부

강연회

     통속의학강연회, 주최 경성의전강연부, 후원 동아일보사 학예부

             1931.11.11.        제2회 산아문제

             1933.11. 7.        제4회 외과적 수술

             1934. 1.22.        사회학상으로 본 의학

     우생문제 대 강연, 주최 조선우생협회, 후원 동아일보사 학예부

             1935. 1.22. 제2회, 우생학상으로 본 산아제한